# Чикатило Андрій Романович
Андрі́й Рома́нович Чикати́ло (рос. Андрей Романович Чикатило; 16 жовтня 1936, Яблучне, Харківська область, Українська РСР — 14 лютого 1994, Новочеркаськ, Ростовська область, Росія) — один із найвідоміших і найжорстокіших радянських серійних вбивць, ґвалтівник, педофіл, канібал, який з 1978 до 1990 року скоїв 53 доведених убивства (зізнався в 55 убивствах; за оперативними даними, здійснив понад 65 убивств): 21 хлопчика у віці від 7 до 16 років, 14 дівчат у віці від 9 до 17 років і 17 старших дівчат і жінок в РРФСР, Українській РСР та Узбецькій РСР. До серії вбивств працював вчителем, намагаючись розбещувати неповнолітніх учнів. У більшості скоєних злочинів він заманював жертв у безлюдні місця, наносив тілесні ушкодження та вбивав. Деякі тіла своїх жертв він ґвалтував, розчленовував та з'їдав. До його арешту були розстріляні двоє людей, які не були винними в цих злочинах. Був упійманий в ході масштабної спецоперації «Лісосмуга», визнаний осудним, засуджений до смертної кари і розстріляний.

## Біографія до злочинів
Народився 16 жовтня 1936 року в селі Яблучне Великописарівського району Харківської області УРСР (сьогодні село належить до Сумської області України). На момент його народження Україна постраждала від масового штучного голоду 1932—1933, влаштованого Йосипом Сталіним. Родині Чикатило доводилось харчуватися травою, аби не вмерти з голоду. Походження його прізвища невідоме, хоча сам Чикатило намагався його з'ясувати. За словами Чикатило, його дід був середняком, під час колективізації був розкуркулений, а батько, Роман Чикатило, під час Другої світової війни був командиром партизанського загону, потрапив до німецького полону, був звільнений американцями і після повернення до СРСР репресований, працював в лісах Комі АРСР.
Є відомості, що Чикатило народився з ознаками гідроцефалії. До 12 років він страждав нічним нетриманням сечі, за що мати його постійно била.
У 1943 році у Чикатила народилася сестра. Його батько, який перебував у той час на фронті, навряд чи міг бути батьком дівчинки. Тому не виключено, що у віці 6–7 років він міг стати свідком зґвалтування німецьким солдатом своєї матері, з якою мешкав в одній кімнаті на території окупованої тоді німцями України. В одному з боїв Романа Чикатила взяли в полон, тож радянська влада зарахувала його до «зрадників батьківщини».
У 1944 році Чикатило пішов у перший клас. Коли в 1946 році розпочався голод, він не виходив з будинку, побоюючись, що його можуть зловити і з'їсти: мати розповідала йому, що під час голоду 1932 року його старшого брата Степана нібито викрали і з'їли. Також існує версія, що брата з'їли самі батьки. Водночас висловлюються сумніви щодо достовірності історії зі старшим братом: згодом ніяких документів про народження і смерть Степана знайдено не було, а російські журналісти Михайло Гуревич (Кривич) і Ольгерт Либкін (Ольгин) припускають, що батьки навмисно вигадали історію про з'їденого брата, щоб діти під час їхньої відсутності не виходили з дому.
Російський журналіст і письменник Олександр Масалов ділиться міфом про Чикатила, згідно з яким під час Другої світової війни загарбники повели на розстріл деяких жителів села Яблучне, слідом за якими з цікавості побігли і місцеві хлопці, серед яких був 6-річний Андрій Чикатило. Німці, розстрілявши дорослих, почали стріляти в дітей. Рятуючись втечею, Чикатило впав і розбив голову, після чого його непритомного знайшли німці, і, вирішивши, що хлопчик мертвий, кинули його у яму з ростріляними чоловіками. Коли Чикатило отямився, він побоявся вилазити з ями, тож провів усю ніч серед трупів, повернувшись додому лише на світанку. Масалов пише, що цей епізод сильно зашкодив психіці майбутнього маніяка.
У школі Чикатило був розсіяною і боязкою дитиною: забував вдома зошити і чорнило, однак соромився попросити їх у школі. Мав короткозорість, але не носив окуляри через прізвисько «Очкарик» (від рос. «очки» — окуляри). Школяри дражнили і били Чикатила. Сам він у шкільні роки цікавився політикою. У 1954 році закінчив школу на «відмінно» з усіх предметів, крім німецької мови.
У 1954 році спробував вступити на юридичний факультет МДУ, але не пройшов за конкурсом. Однак він вирішив, що його не взяли до університету через батька — «зрадника батьківщини». Тоді ж він вступив до Охтирського технічного училища зв'язку, яке закінчив у 1955 році. Після закінчення училища працював на будівництві ліній електропередач під Нижнім Тагілом. Захотівши стати інжерером залізничного транспорту, вступив на заочне відділення Московського електромеханічного інституту інженерів залізничного транспорту, але був призваний до армії, тож встиг повчитися лише два курси. Після завершення служби повертатися до навчання не став.
З 1957 до 1960 року служив в армії, армійську службу проходив спочатку у Прикордонних військах КДБ СРСР, потім — зв'язківцем у радянських військах в Берліні. Існує версія, що в армії він був зґвалтований товаришами по службі.
Після армії переїхав до населеного пункту Родіоново-Несвітайська, неподалік від Ростова-на-Дону, де влаштувався працювати інженером телефонної станції. Тоді ж вступив до КПРС. Одночасно з роботою на телефонній станції був позаштатним кореспондентом районної газети «Знамя», для якої писав статті і нотатки про новий навчальний рік у школі, переписи населення, спортивних досягненнях і трудових подвигах радіоновців. Пізніше писав статті і нотатки з питань моралі і патріотичного виховання молоді в газеті «Знамя шахтёра».
У 1962 році, у віці 26 років сестра Чикатила, Тетяна, познайомила його зі своєю подругою Фаїною (Євдокією) Одначевою, яка у 1964 році стала його дружиною. Відразу після весілля Чикатило вступив на заочне відділення філологічного факультету Ростовського університету, і у 1970 році закінчив його за спеціальністю «російська мова та література». Вважають, що Чикатило любив Пушкіна.
У 1965 році у Чикатила народилася донька Людмила, а 15 серпня 1969 року — син Юрій, який пізніше став злочинцем. У квітні 1965 року Чикатило влаштувався на посаду голови районного комітету фізкультури і спорту. 1970 року, будучи вже у 33-річному віці, він заочно закінчив Ростовський державний університет, де здобув вищу філологічну освіту за спеціальністю «Російська мова і література», і став працювати вчителем російської мови та літератури (а потім вихователем) в школі-інтернаті № 32 міста Новошахтинська. Крім того, деякий час він виконував обов'язки директора школи. Працюючи в школі, він став домагатися своїх учениць: підсідав до них, кажучи, що збирається пояснити труднощі у навчанні, і торкався, а також заходив до них у спальню. За сексуальні домагання до учениць Любові Костіної і Тетяни Гульцевої Чикатила було звільнено; він написав заяву з формулюванням «за власним бажанням».
У 1974 році Чикатило став працювати майстром виробничого навчання в Новошахтинському ПТУ № 39, звідки згодом його було звільнено через скорочення штатів.
У 1978 році переїхав з родиною до міста Шахти, де з вересня почав працювати вихователем в ПТУ № 33, а його дружина коменданткою гуртожитку цього ж навчального закладу. Ночами Чикатило приходив до гуртожитку, де намагався домагатися вихованців. Про його домагання до 15-річного Володимира Щербакова стало відомо іншим учням, після чого вони висміяли Чикатило. У той самий час він таємно від родини купив за 1500 рублів будинок («мазанку») за адресою Межевий провулок, 26, і використовував його для зустрічей з повіями.

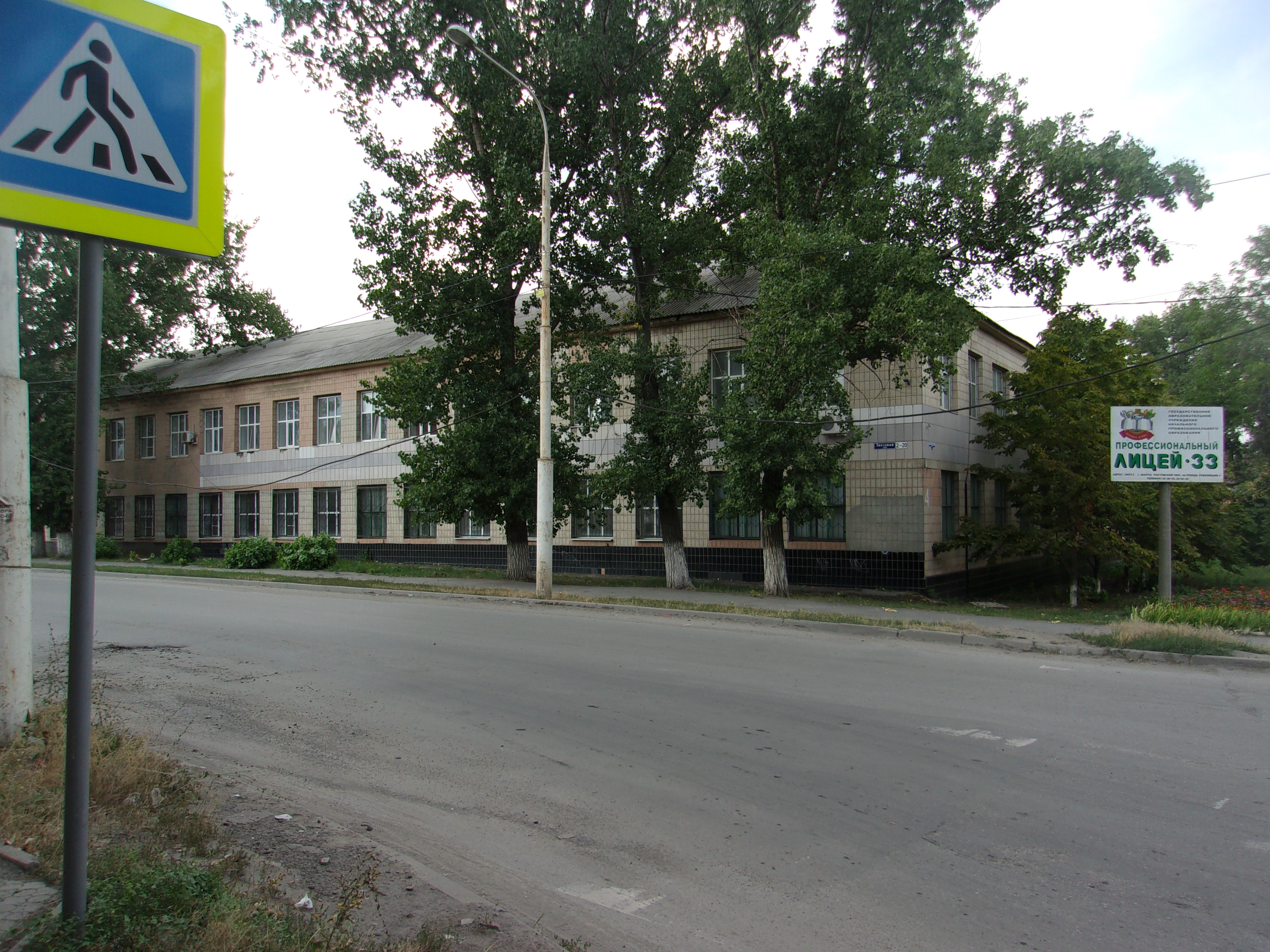
ПТУ № 33, раніше — професійний ліцей № 33 м. Шахти. Місце роботи Чикатила у 1978—1981 роках.

Психіатр і психоаналітик Дмитро Вельтищев відмічав, що під час педагогічної діяльності у Чикатила розвинулися психічні розлади:

| Під час роботи викладачем і вихователем змінилася сексуальна спрямованість — поряд з аутоеротизмом він отримував сексуальне задоволення від роздивляння, щупання дівчат, а далі і хлопців. Став помічати, що сексуальне збудження різко зростає при спротиві і криках партнера. Звичайні сексуальні контакти не приносили задоволення, відмічалася слабкість ерекції, прискорена еякуляція. Виявилася амбівалентність сексуальності — потяг, кохання і ненависть, прагнення принизити, завдати болю визначили подальший розвиток садизму. Сексуальні дії поступово звільнялися від переживань сорому і провини, зростала емоційна холодність, роздвоєння особистості. <…> Наступний період життя характеризувався придушенням гетеросексуальності з нарцистичною (аутоеротичною) спрямованістю сексуальності. <...> Накопичення нарцистичного лібідо, вагання переносу його на об'єкт створює почву для його прояву у вигляді садизму і гомосексуального вибору, стоявшого ближче до нарцисизму, ніж гетеросексуальний. |
| |

## Убивство Олени Закотнової
Згідно з версією слідства і початковим вироком, 22 грудня 1978 року Чикатило здійснив своє перше вбивство.
22 грудня батьки 9-річної дівчинки, учениці 2-го класу школи № 11 Олени Закотнової, звернулися до міліції з заявою про її зникнення. 24 грудня Шахти, та й усю Ростовську область зворушила страшна знахідка: поряд з мостом через річку Грушівку виявили труп Олени. Як показала експертиза, невідомий вчинив з дівчинкою анальний і вагінальний статеві акти, розірвавши їй вагіну і пряму кишку, а також завдав три скрізних ножових поранення в живіт. Смерть дівчинки, однак, настала від механічної асфіксії — її задушили. Експерт припустив, що Олену було вбито ще в день її зникнення, не раніше 18.00.

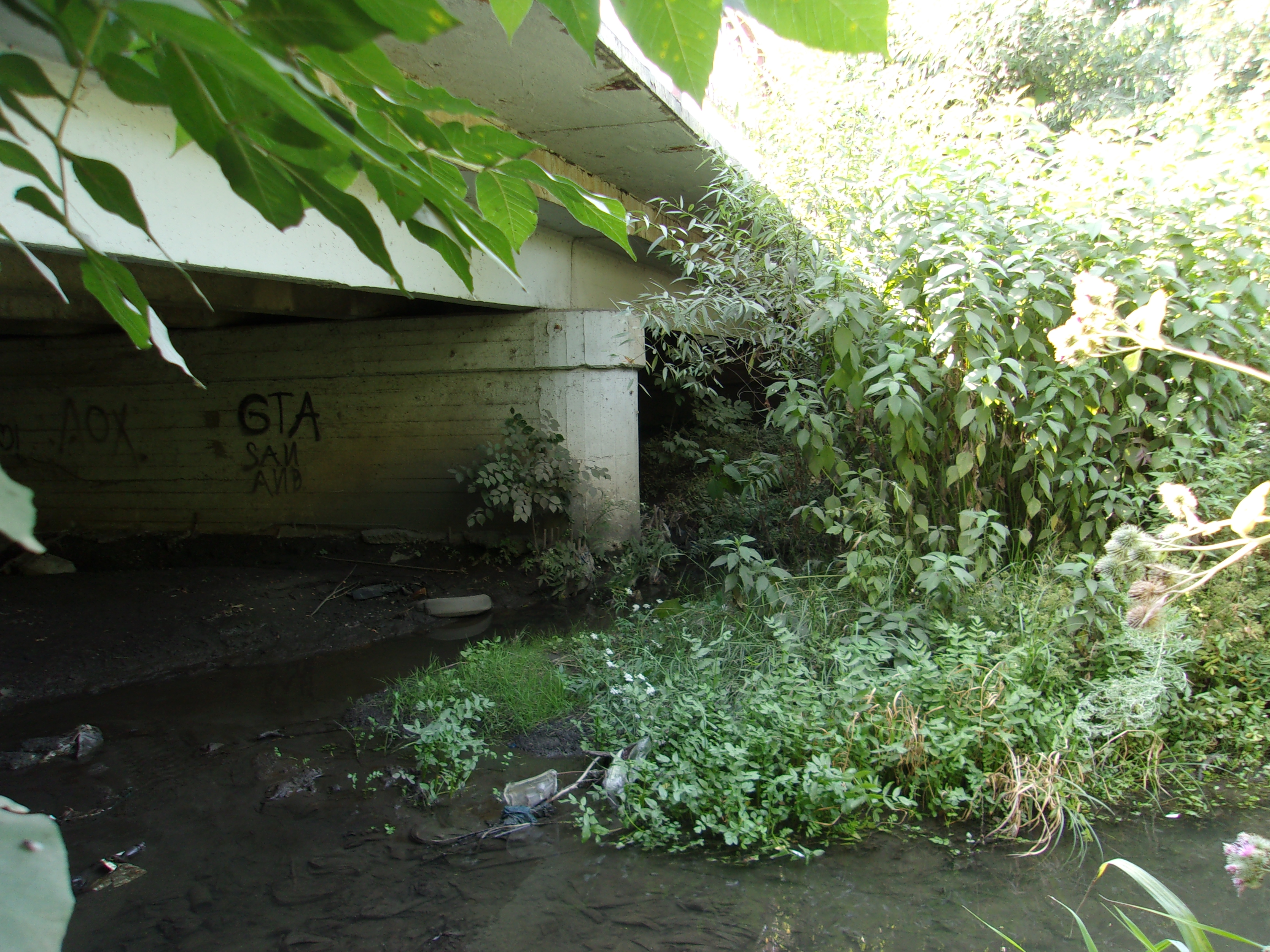
Грушевський міст — місце знахідки тіла 9-річної Олени Закотнової.

Вбивство дитини, та ще й з особливою жорстокістю, пов'язане з сексуальним насильством, вимагало негайного розкриття. На справу кинули одного з найдосвідченіших місцевих детективів — старшого слідчого радника юстиції Іжогіна. Варто відзначити, що район, де сталося вбивство, досить неблагонадійний — приватний сектор, де проживали роми, робітники місцевих підприємств, схильні до випивки, досить велика кількість люмпенів. Велася ретельна перевірка місцевих жителів, в ході якої, за свідченнями свідки, яка бачила Чикатила на вулиці з Закотновою в день її вбивства, був створений фоторобот, в якому директор ПТУ № 33 впевнено впізнав свого підлеглого, а сусіди повідомили, що ввечері 22 грудня в «мазанці» Андрія горіло світло. Так Чикатило став одним з підозрюваних.
Через декілька годин після виявлення трупа було затримано першого підозрюваного у вбивстві — Олександра Кравченка, який раніше відсидів 10 років за зґвалтування і вбивство 10-річної дівчинки. У зв'язку із затриманням Кравченка, версія причетності Чикатила до злочина перестала перевірятися.
Дружина Кравченка була допитана і дала чоловікові алібі на 22 грудня, тож вже 27 грудня його відпустили. Однак 23 січня 1979 року Кравченко скоїв крадіжку у свого сусіда. Наступного ранку міліція затримала його і знайшла вкрадене на горищі його будинку. В камеру Кравченка підсадили вбивцю і наркомана, який бив його, змушуючи зізнатися у вбивстві Закотнової. Дружині Кравченка повідомили, що її чоловік вже сидів у в'язниці за вбивство, і звинуватили її в співучасті у вбивстві Закотнової. Перелякана жінка підписала заяву, що алібі, забезпечене нею для чоловіка — хибне.
16 лютого 1979 року Кравченко зізнався у вбивстві Закотнової. Спочатку його засудили до 15 років в'язниці, але родичі вбитої дівчинки вимагали перегляду справи і смертної кари. У результаті справу Кравченка три рази відправляли на дослідування, і, врешті, винесли смертний вирок. 5 липня 1983 року 29-річний Олександр Кравченко був розстріляний за вбивство, яке вчинив Чикатило. У 1990 році розстрільний вирок відносно Кравченка було скасовано.
Втім, у слідства був ще один підозрюваний. 8 січня 1979 року в Новочеркаську повісився Анатолій Григор'єв, 50 років від народження, уродженець міста Шахти. 31 грудня, напередодні Нового року, в трамвайному парку, працівником якого він був, Григор'єв, перебуваючи у стані сильного алкогольного сп'яніння, хвалився колегам, що він, мовляв, зарізав і задушив дівчинку, про яку «писали в газетах». Роботяги знали, що «у Тольки по п'яні фантазія прокидається», і тому ніхто йому не повірив. Однак Григор'єв, вочевидь, чекав, що ці нетверезі одкровення ще відгукнуться. Приїхавши до дочки в Новочеркаськ, він дуже переживав, багато пив, плакав, говорив, що нікого не вбивав, а звів на себе наклеп. Дочекавшись, коли дочка піде на роботу, Григор'єв повісився в туалеті. Слідство встановило, що Анатолій дізнався про вбивство з газет та скоїв самообмови, намагаючись таким дивним чином підняти свій авторитет серед колег.
Зізнавшись у вбивстві Закотнової, Чикатило розповів, що заманив її до «мазанки» обіцянками подарувати жувальну гумку. За його словами, він хотів лише «побавитися з нею», але коли спробував роздягнути, вона стала кричати і вириватися; він злякався, що крики можуть почути сусіди, і, навалившись на неї, почав душити. Страждання жертви збудили його настільки, що він відчув найсильніший оргазм, що змусило його потім здійснити усі інші насильні дії, а потім вбити. Тіло дівчинки і її шкільний портфель Чикатило викинув у Грушівку.
У 1992 році початковим вироком суду Чикатила було визнано винним у вбивстві Олени Закотнової.
У 1993 році Верховний суд РФ своїм визначенням виключив вбивство Закотнової з вироку Чикатила через недоведеність. Більше ніхто у вбивстві Закотнової обвинувачений не був, тож наразі справа офіційно вважається нерозкритою.

## Початок серії вбивств

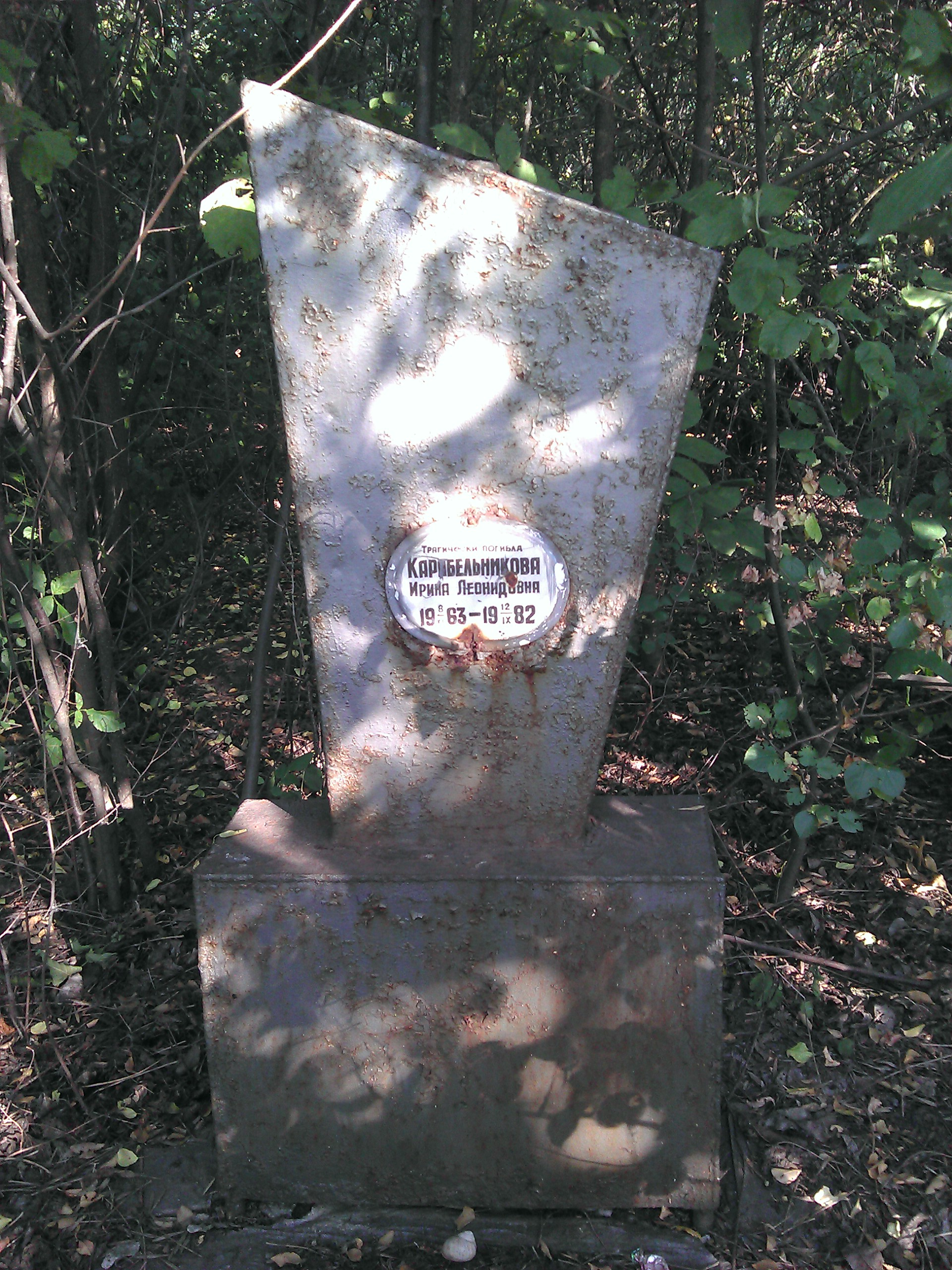
Пам'ятник одній з жертв маніяка, Ірині Карабельниковій, встановлений її батьком на місці вбивства

Перше вбивство налякало Чикатила, і 3 роки він нікого не вбивав. Однак 3 вересня 1981 року він убив 17-річну Ларису Ткаченко (за одними даними, вона була повією, за іншими — ученицею ПТУ, яка приїхала на польові роботи до місцевого радгоспу). Відвівши її до лісосмуги, він спробував зайнятися з нею сексом, але в нього не було ерекції. Коли Ткаченко почала з нього сміятися, він завдав їй кілька ножових поранень, забив рот брудом, задушив, відкусив соски, вставив до вагіни і анусу гілку дерева. Труп виявили на лівому березі Дону, в півсотні метрів від магістралі поруч з кафе «Наїрі». Цей епізод було виключено з вироку через недоведеність.
Майже через рік, 12 червня 1982 року, він убив 12-річну Любов Бірюк. Убивсто Бірюк є першим доведеним вбивством Чикатила, вирок відносно якого не було скасовано. З нього розпочалася серія вбивств: в 1982 році Чикатило вбив загалом сімох дітей віком від 9 до 16 років.
З майбутніми жертвами він знайомився на автобусних зупинках і вокзалах, під будь-яким слушним приводом (показати коротку дорогу, цуценят, марки, відеомагнітофон, комп'ютер, допомогти донести важку сумку, послухати музичний запис і  т. д.), заманював їх до лісосмуги, і, пройшовши досить далеко вглиб лісу (часом жертви проходили з вбивцею кілька кілометрів — Чикатило завжди йшов попереду), несподівано кидався з ножем. На понівечених тілах убитих виявляли до 60 ножових поранень, у багатьох були відрізані й відкушені носи, язики, геніталії, груди, виколоті очі. Першій жертві Чикатило зав'язав очі хусткою, а наступним виколював, оскільки або боявся дивитися в очі своїм жертвам, або боявся, що на сітківці ока жертви залишиться його зображення. Серед його жертв було чимало волоцюг, п'яниць і розумово відсталих.
Психіатр і психоаналітик Дмитро Вельтищев відмічав:

| З 1978 року у Ч. після посиленого переживання оргазму при вигляді крові жертви виникає потяг до особливо жорстоких проявів садизму. Попередні сексуальні перверсії (фроттеризм, педофілія, мастурбація) не приносили подібного задоволення. Збочений сексуальних потяг поєднувався з аффективними (емоційними) коливаннями — пригніченістю, зануренням у переживання, пов'язані з невдоволеним потягом, і душевним підйомом, приємним відчуттям втоми після скоєного. Таким чином, на цьому етапі формувалися виражені порушення сексуального потягу — збоченість, втрата контролю і критичного ставлення до себе — на фоні наростання емоційної холодності і дисоціації. Сексуальні перверсії (садизм, педофілія) скоювалися з особливою жорстокістю, з проявами вампіризму, канібалізму, некрофілії. Варто відзначити стереотипний характер скоєних злочинів — певний відбір жертв, повторюваність у послідовності дії (удари ножем, виколювання очей і т.п.). Поруч з цим зберігалися ознаки збоченої шизоїдної сенситивності — непереносимість погляду жертви. Наростаюча соціальна дезадаптація при цьому не була пов'язана з характерними для таких перверсій агресивністю і збудимістю. Вона проявлялася скоріше в наростанні аутизму, шизоїдності... |
| |

### «Справа дурнів»
У 1983 році справи про вбивства кількох жертв Чикатила — Гудкова, Дуненкової, Бірюк, Стальмачьонок і двох невідомих молодих жінок (пізніше було встановлено, що це Карабельникова і Купріна) — були об'єднані в одне провадження. Згідно з початковою версією, вбивства скоїла психічно хвора людина, тому проводилася перевірка безлічі осіб, які перебували на обліку у психіатрів.
У вересні 1983 року в ростовському трамвайному депо міліція затримала громадянина Шабурова, який страждав на розумову відсталість. Незабаром він повідомив, що разом зі своїм знайомим Калеником, також розумово відсталим, здійснив викрадення автомобіля і вбивав дітей. Каленика було затримано, після нього було заарештовано ще кілька людей, всі з інтернату для розумово відсталих. Розслідування щодо цих осіб отримало неофіційну назву «Справа дурнів». Затримані давали свідчення про нібито скоєні ними вбивства, але постійно плуталися в деталях (місце вбивства, зовнішність і одяг жертви і т. ін.), зізнавалися у скоєнні вбивств, які відбулися вже після їхнього арешту.
Убивства тим часом продовжувалися. У вересні 1983 року Чикатило вбив невідому жінку біля Новошахтинска (її особа так і не була встановлена), у жовтні — 19-річну Віру Шевкун в районі Шахт, у грудні — 14-річного Сергія Маркова поблизу станції Персиянівка. У січні 1984 року в ростовському парку Авіаторів була убита 17-річна Наталія Шалопиніна, там же у лютому — 44-річна Марта Рябенко. За підозрою у здійсненні цих вбивств було затримано ще декілька розумово відсталих, за версією слідства — членів тієї ж банди. Вони продовжували давати суперечливі свідчення, але вбивства не припинялися. У 1985 році, після того як керівництво розслідуванням перейшло до Ісси Костоєва, «Справу дурнів» було припинено, а усіх затриманих у ній відпущено.

## Перший арешт
На 1984 рік припадає пік діяльності Чикатила — він убив 15 осіб, загальне число його жертв досягло 32.
19 липня ним була убита 19-річна Анна Лемешева, яка йшла від зубного лікаря і була заманена до лісосмуги під приводом покупатися у ставці. При нападі Лемешева чинила супротив маніяку, який зумів впоратися лише з допомогою ножа. На тілі убитої було виявлено безліч ножових поранень, які Чикатило завдав в обидві очниці і лівий висок, а також не менше десяти ударів у ліве стегно, в область молочних залоз і лобка. Кров і судоми вмираючої дівчини принесли вбивці статеве задоволення. Він повністю зняв одяг з убитої, порізав і розірвав його. Також в матеріалах кримінальної справи відмічалося, що: «Соски молочних залоз відкусив і проковтнув. Мстячись за свою неповноцінність, вирізав статеві органи, їх потім викинув, а матку гриз».
1 серпня він вступив на посаду начальника відділу постачання Ростовського виробничого об'єднання «Спеценергоавтоматика». Робота була пов'язана з постійними поїздками країною, що для нього було дуже зручно. 2 серпня вбив Наталію Голосовську в парку Авіаторів, обіцяючи показати дорогу до шосе, звідки нібито легше доїхати до Новошахтинська. 7 серпня у лісосмузі, поблизу пансіонату «Тихий Дон» Чикатило вбив 17-річну Людмилу Алексеєву, нанісши їй 39 колотих і колото-різаних ран кухонним ножем з темною пластмасовою ручкою. У жертви була відрізана і вставлена до рота верхня губа, пошматовані груди і вирізано низ живота. 8 серпня він поїхав у своє перше відрядження в Ташкент, де вбив молоду жінку, яка перебувала у нетверезому стані, і, відрізавши їй голову, кинув у кущі, а також на кукурудзяному полі вдарив кухонним ножем і добив каменями 10-річну дівчинку Акмараль Сейдалієву (Сардалієву). 28 серпня поблизу пансіонату «Тихий Дон» вбив 11-річного хлопчика Олександра Чепеля. 6 вересня в парку Авіаторів в Ростові-на-Дону вбив 24-річну Ірину Лучинську. Чепеля і Лучинську вбив тим самим ножем, що і Людмилу Алексеєву.
14 вересня 1984 року на ростовському Центральному ринку через підозрілу поведінку його затримав дільничний інспектор капітан міліції Олександр Заносовський зі своїм напарником Шайх-Ахмедом Ахматхановим. Ввечері попереднього дня Чикатило привернув увагу міліціонерів своєю підозрілою поведінкою на Приміському автовокзалі, який знаходиться неподалік парку Авіаторів, де на той момент вже було знайдено тіла 7 його жертв (до того ж, за два тижні до цього Заносовський вже звертав на нього увагу і перевіряв документи). Заносовський і Ахматханов встановили за ним спостереження, переміщуючись слідом за Чикатило містом. Він пересідав з одного транспорту на інший, намагався знайомитися з дівчатами, чіплявся до них у громадському транспорті, прямо на автовокзалі з ним займалася оральним сексом повія. З автовокзалу він вирушив на базар, де його і було заарештовано в адміністративному порядку на 15 діб. У його портфелі було виявлено брудний рушник, кухонний ніж з темною пластмасовою ручкою, банку вазеліну, брусок мила і два мотки мотузки (все це було чомусь повернуто Чикатилу, або, за іншими відомостями, просто втрачено). Наявність всіх цих речей маніяк пояснив своєю роботою снабженця: мотузка використовується для підв'язування коробок, ніж — для обрізання зайвого кінця мотузки, а вазелін використовувався ним для гоління під час відряджень. Крім того, в його портфелі було знайдено посвідчення позаштатного співробітника міліції. У нього взяли кров на аналіз, його група крові виявилася другою. Група ж сперми, яка була виявлена на трупі однієї з жертв, була четвертою. Пізніше цю обставину пояснять тим, що у Чикатила нібито було так зване «парадоксальне виділення»: кров у нього була другої групи, а виділення організму — четвертої, і це забезпечувало йому своєрідне алібі. Після суду Чикатило фігуруватиме в ЗМІ як «парадоксальний виділитель» — людина з украй рідкісною особливістю організму («одна на кілька мільйонів»). Насправді ж, аналіз виявленої сперми дав неправильний результат через мікробне обсіменіння матеріалу.
Чикатила відпустили, не провівши ретельнішого розслідування та аналізів. Однак його виключили з КПРС, членом якої він був з 1960 року, і засудили до року виправних робіт через викрадення акумулятора. Також його звинувачували у крадіжці лінолеуму, але обвинувачення було знято через недоведеність. Вже 12 грудня 1984 року його відпустили.
Після першого свого затримання Чикатило вбив ще 21 людину.

## Нові убивства і операція «Лісосмуга»
У січні 1985 року Чикатило переїхав з родиною в Новочеркаськ і там влаштувався на посаду інженера Новочеркаського електровозобудівного заводу, де пізніше став начальником відділу металів цього заводу, а у 1990 році перевівся до відділу зовнішньої кооперації Ростовського електровозоремонтного заводу, де і працював до самого свого арешту.
1 серпня 1985 року, заманивши 18-річну Наталью Похлістову у ліс за селищем Востряково-1 поблизу платформи Авіаційна (Московська область), Чикатило вбив її, нанісши їй 38 ножових поранень. 27 серпня в лісі за Шахтинським автовокзалом вбив 18-річну Інесу Гуляєву.
Оскільки вбивства в лісосмугах тривали, у грудні 1985 року почалася операція «Лісосмуга», що проходила під контролем ЦК КПРС — мабуть, наймасштабніший оперативний захід, що коли-небудь проводився радянськими правоохоронними органами. За весь час операції на причетність до серії вбивств було перевірено понад 200 тисяч осіб, мимохіть було розкрито 1 062 злочини (враховуючи 95 вбивств, 245 зґвалтувань, 140 випадків нанесення важких тілесних ушкоджень і 600 інших злочинів), була накопичена інформація щодо 48 тисяч людей з сексуальними відхиленнями, до яких радянська психологія відносила багато категорій. Також на спецоблік було поставлено 5 845 осіб, перевірено 163 тисячі водіїв автотранспорту. Були навіть використані військові вертольоти, щоб патрулювати залізничні колії та прилеглі до них лісосмуги. Розшук вбивці обійшовся державі приблизно в 10 мільйонів карбованців у цінах 1990 року.
На нараді, що проводилась обласною прокуратурою щодо даної справи в Ростові-на-Дону у квітні 1987 року, брали участь заступник начальника слідчого управління Прокуратури СРСР В. Ненашев і заступник Прокурора Української РСР Іван Землянушин. Відкривалася вона словами: «Справа „Лісосмуга“ перебуває на контролі в усіх вищих інстанціях, а так само в ЦК КПРС. У країні немає справи важливішої, ніж „Лісосмуга“».
Спеціальну оперативну групу, що працювала над справою «вбивці з лісосмуги», очолював Віктор Бураков, який звернувся до психіатра Олександра Бухановського з проханням скласти психологічний портрет злочинця. Бухановський відразу відкинув версії про те, що вбивця психічно хворий, маргінал або гомосексуал. На його думку, злочинець був звичайним, нічим не примітним радянським громадянином, з родиною, дітьми і роботою (одним з прізвиськ вбивці стало «Громадянин Ікс»).
Співробітниці міліції, одягнені в цивільне задля приманки, постійно їздили електричками. Вздовж усієї траси Таганрог — Донецьк — Ростов-на-Дону — Сальськ був контроль з боку працівників міліції. Чикатило, який був дружинником, сам брав участь у цій операції та чергував на вокзалах, «допомагаючи» міліції ловити самого себе. Відчувши посилення нагляду, він став більш обережним і у 1986 році нікого не вбив.
Убивства відновилися у 1987 році, коли 16 травня Чикатило убив 13-річного Олега Макаренкова, чиї залишки були виявлені лише у 1990 році, вже після арешту маніяка. Трупи дітей знаходили регулярно, навіть у центрі Ростова, в парку Авіаторів та Ботанічному саду. Він вбивав і в інших містах СРСР, куди їздив у відрядження, — в Москві, Ленінградській області, Домодєдові (Підмосков'я), Ревді (Свердловська область), Кольчугіні (Владимирська область) та ін. Крім того, декілька вбивств Чикатило скоїв і на території Української РСР — у Запоріжжі та Іловайську. Керівництво розслідуванням взяв на себе Ісса Костоєв, який обіймав посаду заступника начальника слідчої частини Прокуратури РРФСР.
З 1986 по 1988 рік в Ростовській області діяв ще один маніяк, Костянтин Черьомушкін, який вбив трьох молодих жінок і одну дівчинку у місті Батайськ. Він сподівався, що в його вбивствах звинуватять «вбивцю з лісосмуги», однак слідство швидко з'ясувало, що ці злочини здійснює інший маніяк. На початку 1989 року Черьомушкіна було заарештовано, 3 листопада того ж року його засудили до вищої міри покарання — смертної кари через розстріл. У 1993 році вирок було виконано.
У вересні 1989 року Ісса Костоєв відвідав у Новочеркаській в'язниці засудженого до смерті серійного вбивцю Анатолія Сливка в надії, що той допоможе слідству. Але Сливко, повторивши попередню помилку слідства, лише вказав на те, що вбивства в лісосмугах, швидше за все, здійснюють двоє: один «спеціалізується» на хлопчиках, інший — на дівчатах і жінках. «Все марно, — сказав він. — Такого вирахувати неможливо. По собі знаю». За кілька годин після інтерв'ю з Костоєвим Сливка було розстріляно.

## Психологічний портрет вбивці
Психологічний портрет «вбивці з лісосмуги», складений О. О. Бухановським, зайняв 85 сторінок машинописного тексту. Сам Бухановський називав портрет «проспективним».
Згідно з ним, злочинець не страждав на психоз або розумову відсталість. Зовні й за поведінкою він був цілком звичайною людиною: жертви довіряли йому. Він вважав себе талановитим, хоча у нього не було особливих здібностей. У нього був розроблений чіткий план з вистежування та заманювання жертв, якого він суворо дотримуватися. Він був гетеросексуалом, а хлопчики для нього слугували «символічними об'єктами», на яких він, можливо, зганяв образи і приниження, перенесені в дитинстві та підлітковому віці. Він був некросадистом, якому необхідно було спостерігати смерть і муки людей, щоб одержати сексуальне задоволення. Щоб привести жертву в безпорадний стан, спочатку він бив її по голові. Він був фізично добре розвинений, високого зросту. Чисельні ножові поранення, які він завдавав, були для нього способом «проникнути» (в сексуальному сенсі) в жертву. Клинок виконував роль пеніса, здійснюючи в рані зворотно-поступальні рухи, але не виходячи з неї повністю. Тому, швидше за все, він був імпотентом. Він осліплював своїх жертв, тому що боявся їхнього погляду. Відрізані частини тіла він зберігав як «трофеї» або їв їх. Відрізаючи статеві органи у хлопчиків, він намагався зробити їх більш схожими на жінок, або зігнати гнів на власну сексуальну неспроможність. Його вік — від 25 до 50, але, ймовірніше за все, йому було від 45 до 50 років — вік, в якому найбільш часто розвиваються сексуальні перверсії. Якщо він і був одружений, то його дружина не була до нього особливо вимоглива і дозволяла йому часто й тривалий час бути відсутнім удома. Можливо, у нього був особистий автотранспорт (Чикатило дійсно мав машину, але він не користувався нею, коли здійснював убивства), або його робота була пов'язана з поїздками. Він міг би на якийсь час припинити вбивати, якби відчув небезпеку, але не зупинився б доти, поки б не був пійманим або не помер.

## Другий арешт, слідство, суд і страта

### Другий арешт
У 1990 році Чикатило вбив ще 8 людей. Останнє своє вбивство він здійснив 6 листопада. Жертвою стала 22-річна повія Світлана Коростик. Убивши її, він вийшов з лісу, і біля залізничної станції «Донлесхоз» його зупинив співробітник міліції Ігор Рибаков, який попросив пред'явити документи, оскільки в цій місцевості люди зазвичай збирають гриби, а одяг Чикатила (костюм і краватка) не був схожий на одяг грибника. Оскільки формальних підстав для арешта Чикатила міліціянт не мав, то, зафіксувавши прізвище, він відпустив його.
За кілька днів біля тієї ж станції було виявлено труп Коростик. Судмедексперт встановив дату вбивства — близько тижня тому. Перевіривши рапорти міліціянтів, що чергували у той час, Костоєв звернув увагу на прізвище Чикатила, якого вже затримували у 1984 за підозрою в причетності до вбивств у лісосмугах. 17 листопада за Чикатилом встановили зовнішнє спостереження. Він поводився підозріло: намагався знайомитися з хлопчиками та дівчатами, з'являвся в місцях, де раніше знаходили трупи. Крім того, було з'ясовано, що Чикатило був настільки пригнічений і розсіяний після невдалої спроби познайомитися, що його ледь не збив автомобіль, коли маніяк переходив дорогу.
Чикатила було заарештовано близько 17:00 20 листопада 1990 року. Того дня, відпросившись з роботи, він пішов у поліклініку, щоб зробити рентген пальця, який під час боротьби йому прокусила його передостання жертва — 16-річний Віктор Тищенко. Палець виявився зламаним. Чикатило повернувся додому, потім пішов у кіоск за пивом (за іншими даними — за квасом), взявши за тару трилітрову банку, яку ніс у сумці-сітці для овочів. На зворотному шляху від пивного кіоску його було затримано трьома оперативниками під час спроби познайомитися з неповнолітніми хлопчиками. За словами одного з оперуповноважених, які брали участь в операції із затримання Чикатила, всі були здивовані, що «Чикатило, ніби такий здоровий мужик, а пива купив небагато — в 3-літровій банці було близько півлітри». Під час обшуку в його будинку виявили 23 кухонних ножі (досі точно невідомо, чи використовувалися всі вони для вбивств), взуття, відбиток якого збігався з відбитком, знайденим біля трупа однієї з жертв, а також вже відомий портфель, в якому лежали мотузка, ніж і вазелін. Г. Г. Бондаренко, який у 1984 році працював начальником кримінального розшуку Первомайського відділу УВС, бувши викликаним в суд у якості свідка, швидко упізнав ніж, який, за його словами, знаходився у відомому портфелі Чикатила, коли того доставили з Центрального ринку в Первомайський відділ.

### Слідство
Чикатила допитували 10 днів, але він ні в чому не зізнавався. Прямих доказів проти нього не було, і вже спливав термін утримання його під вартою. Тоді Костоєв звернувся по допомогу до психіатра Олександра Бухановського, і той погодився поговорити з вбивцею. 28 листопада 1990 року після тривалої бесіди з Бухановським, під час якої психіатр ознайомив маніяка з деякими деталями складеного ним психологічного портрету, Чикатило розридався і почав давати свідчення про вбивства. В інтерв'ю Маркові Дейчу Бухановський відмітив, що відразу зрозумів: перед ним той самий серійний вбивця, а також зрозумів причину небажання Чикатила співпрацювати зі слідством: вбивця прагнув приховати свої фантазії, які вважав унікальними; Чикатило тільки в себе бачив здібність скоювати подібні дії. Крім того, Бухановський відмітив, що не застосовував гіпноз. У той же час в інтерв'ю 2018 року Костоєв стверджував, що до моменту бесіди з Бухановським Чикатило вже заявив про готовність дати свідчення, а бесіда з психіатром потрібна була лише для того, щоб закріпити в Чикатила думку, що він психічно хворий і потребує лікування, а також що Бухановський значно перебільшив свої заслуги у викритті Чикатила, і зробив собі на цьому гучне ім'я.
В ході слідства він зізнався у 55 вбивствах, однак розслідування двох з них (вбивства жінок в Шахтах у 1980—1981 і 1984 роках) було припинено через відсутність будь-яких доказів, окрім слів Чикатила.

### Суд
Суд над ним, розпочатий 14 квітня 1992 року, проходив у залі № 5 Ростовського будинку правосуддя. Об'єм матеріалів кримінальної справи № 18/59639-85 склав 220 томів. Його звинуватили у 56 вбивствах, довести вдалося 53, у вироку фігурували 52 вбивства, оскільки в одному з епізодів суд визнав доказову базу недостатньою; крім того, Чикатила звинувачували у кількох випадках розбещення неповнолітніх. Тоді ж він намагався відмовитися від своїх свідчень, кажучи, що йому на слідстві підсунули їх оптом, а він помилково підписав. Чикатило намагався зобразити божевілля: кричав, ображав суддів та присутніх у залі, оголював статеві органи, стверджував, що він вагітний і годівник. Але судово-психіатрична експертиза, що проводилася тричі, показала його повну осудність. Мотивацію своїх злочинів Чикатило пояснив так: «Я робив це не заради сексуального задоволення. Скоріше, це мене умиротворювало».
15 жовтня його засудили до страти (багатосторінковий вирок почали читати 14 жовтня і закінчили лише наступного дня).
Журналіст і письменник Олександр Масалов з цього приводу пише, що «слово „розстріл“ викликало у залі оплески…».

### Страта
Після винесення вироку Чикатила було доставлено в Новочеркаську в'язницю. Перебуваючи в камері смертників, Чикатило стежив за своїм здоров'ям: робив зарядку, з апетитом їв. Також він писав численні скарги до органів влади та редакцій центральних газет на суддю і слідство, а також прохання про помилування на ім'я Президента Росії Бориса Єльцина. 4 січня 1994 року останнє таке прохання про помилування було відхилено. В ньому Чикатило вказував на те, що 40 років працював на добробут країни, прожив нелегке трудове життя при «комуністичній тиранії» і мріє жити у вільній та новій Росії; кримінальна справа, де його визначають як ґвалтівника, вбивцю і людожера, повністю сфабрикована і немає ніяких фактів його провини; відмічав, що у нього «психопатія шизоїдно-мозаїчного кола з сексуальними перверсіями, головні болі від черепо-мозкового тиску, безсоння, жахіття, аритмія серця», які він не може довести, оскільки історія хвороби знаходиться в Шахтинській психіатричній лікарні; маніяк виставляв себе жертвою радянської політичної системи, заявляв, що вірив у «перемогу комунізму у всьому світі» і вважає себе справжнім комуністом — «комуністом № 1»; наприкінці він попросив посмертної реабілітації своїх діда і батька, ставших жертвами режиму, а також про скасування власного вироку 1984 року і про переведення з Новочеркаської в'язниці до Москви для того, «щоб говорити правду про цю дивну, сенсаційну справу, щоб написати мемуари про своє трагічне життя, щоб зустрітися з фахівцями — юристами, сексопатологами, психіатрами…». В останньому рядку Чикатило написав: «Прошу Вас залишити мені життя».
13 лютого 1994 року Чикатилу повідомили, що його доставлять нічним рейсом в Москву на нове обстеження. Ввечері 14 лютого 1994 року на автомобілі УАЗ Чикатила було доставлено в місце виконання вироків до розстрілу і страчено пострілом у потилицю. Його було поховано під номером в безіменній могилі на цвинтарі Новочеркаської в'язниці.

## Дебати про Чикатила

### Сексуальне насильство
Під час арештів Чикатила у 1984 році і 1990 році в його портфелі було знайдено банку вазеліну, яка разом з мотузкою і гострим ножем була «приготована для його жертв». Коли Чикатила запитали, навіщо йому вазелін, він відповів, що використовує його як крем для гоління «в довгих службових роз'їздах». Пізніше на допиті він зізнався, що використовував його при зґвалтуванні жертв.
Багато фахівців, навіть ті, які брали участь у проведенні експертизи Чикатила, стверджують, що він ніколи не ґвалтував своїх жертв, тому що страждав на імпотенцію. Комісія сексопатологів Московського інституту психіатрії Міністерства охорони здоров'я Росії в своєму висновку відзначала: «У Чикатила А. Р. виявлена слабка статева конституція на фоні органічного зниження порогів збудження центрів еякуляції. Цим зумовлено легке досягнення семявиверження (без додаткової стимуляції статевих органів, без статевого акту) при сексуально значущих діях». З іншого боку, американська судова психологиня Кетрін Ремсленд, яка написала для сайту crimelibrary.com текст про Чикатила, вказує на те, що, принаймні, одну з його жертв було знайдено зі слідами зґвалтування, і в її анусі була виявлена сперма (яка вперше дозволила встановити групу крові «вбивці з лісосмуги»). Російські журналісти і письменники Михайло Кривич і Ольгерт Ольгин звертають увагу на те, що у Чикатила були сексуальні зв'язки з коханкою — Валентиною Ж., яка раніше була дружиною його шурина. Російський журналіст і письменник Олександр Масалов відмічає: експертиза показала, що Чикатило був некрофілом, оскільки деякі з його жертв були зґвалтовані вже після смерті, хоча в інших випадках для задоволення свого сексуального бажання йому було достатньо доторкнутися пенісом до ще не охолонувшого трупа жертви.
Юрій Антонян пише:

| Сексуальні «серійні» вбивства володіють спільними характерними рисами, які завжди пов'язані з інтимним життям винного, його психотравмуючими сексуальними переживаннями, його почуттями власної сексуальної недостатності, ущербності, що і дозволяє називати подібні вбивства сексуальними. У житті кожного такого вбивці були серйозні прогалини у статевому житті, а у переважної більшості — катастрофи. Так, Чикатило був імпотентом, Головкін (який вбив 12 хлопчиків і підлітків) і Єршов (який зарубав сокирою 4 жінок) — незайманими, вбивця-людожер Джумагалієв відчував огиду до статевого акту і т. д. Одним словом, майже всі серійні сексуальні вбивці були сексуальними невдахами або почували себе такими. |
| |

### Осудність
Як вказано у вироку, Чикатило ретельно продумував свої злочини, щоб уникнути викриття (обирав місця, зручні для скоєння вбивства, проходячи при цьому на велику відстань з жертвою, підтримуючи з нею бесіду, слідкував, щоб не вимазатися кров'ю жертви, завжди забирав з собою знаряддя вбивства і т. д.). Три судово-психіатричні експертизи однозначно визнали Чикатила осудним, тобто таким, який «не страждає на якійсь психічні захворювання і який зберіг здатність усвідомлювати свої дії і керувати ними». Проте журналіст і письменник Микола Модестов вважає, що вердикт лікарів був продиктований бажанням вберегти суспільство від вбивці: якби Чикатила визнали неосудним, тобто психічно хворим, він уник би розстрілу і потрапив в спецлікарню, а отже, теоретично через якийсь час він міг би опинитися на волі.
Психіатр Олександр Бухановський стверджує, що, на його думку, Чикатило був хворий, і після прийняття нового Кримінального кодексу його могли б визнати «обмежено осудним», що також означало б психіатричну лікарню спеціального призначення. Визнання Чикатила осудним означає, що він усвідомлював протиправний характер своїх дій і міг цілеспрямовано контролювати свою поведінку. Але осудність не має на увазі визнання людини психічно здоровою, а його поведінку нормальною.
Журналіст і письменник Олександр Масалов згадує:

| Я був на деяких засіданнях суду, які проходили в Ростові-на-Дону, бачив вбивцю на відстані метрів десяти, двадцяти... Він сидів у клітці, і тільки з поведінки підсудного можна було зробити висновок: він явно психічно ненормальний... |
| |

Він також відмітив, що «на думку деяких дослідників, медики видали подібні висновки під тиском прокуратури, щоб маніяк не догодив замість суду в психушку». Психіатр і психоаналітик Дмитро Вельтищев склав наступний психологічний портрет Чикатила:

| З дитячих років характер Ч. відрізнявся замкнутістю, підвищеною вразливістю, сенситивністю і тривожністю. Труднощі контактів з однолітками, особливо з дівчатами, страх попроситися в туалет під час уроків, звернутися до незнайомих людей був пов'язаний з переживаннями власної неповноцінності, які компенсувалися незвичайними захопленнями: малюванням карт, будуванням численних рядів, а згодом захопленням ідеями сталінізму, переписуванням імен комуністичних вождів. У своїх фантазіях він уявляв себе генеральним секретарем партії, який виступає з трибуни. Переживання ворожості навколишнього викликало почуття ненависті, яке зростало з роками. Поступово зникли депресивні стани — з появою безсильної люті, переживанням власної образи і почуттям власної неповноцінності. Почалася переоцінка особистості, з'явилися думки про власну винятковість. Найбільш яскраво це простежується в підлітковому віці, коли почуття неповноцінності, пов'язане з невдалим сексуальним досвідом, компенсувалося підвищеним інтересом до навчання, захопленням марксистською філософією, очікуванням скорішого комунізму і ворожості навколишнього світу. |
| |

### «Парадоксальне виділення»
У вироку Ростовського обласного суду в справі Чикатила його тривале життя на волі пояснювалося не помилками експертів і помилками слідчих у цілому, а саме «парадоксальним виділенням» винного: розбіжністю його виділень (сперми) і крові за антигенною системою AB0. Група крові Чикатила була другою (A), але в його спермі, знайденій на одній з жертв, було виявлено ще й сліди антигену B, що давало підставу вважати, що у вбивці з лісосмуги кров четвертої групи (AB). У Чикатила виявилася невідповідна група крові, і тому після затримання у вересні 1984 року його відпустили.
Однак тепер доведено, що ніякого «парадоксального виділення» не існує, тому що це явище суперечило б генетичним основам системи AB0. Явища невідповідності за групою виділень організму й крові обумовлені бактеріальною забрудненістю досліджуваних біологічних об'єктів. Уникнути неправильних результатів аналізу дозволило б застосування відповідних методик і високоякісних реагентів, але у випадку з Чикатилом цього зроблено не було.
Юрій Дубягін, криміналіст «з 27-річним стажем роботи в органах внутрішніх справ», співавтор книги «Школа виживання, або 56 способів захистити вашу дитину від злочину», вважає, що «парадоксальне виділення» було придумано для того, щоб виправдати недбалість судмедексперта, який проводив у 1984 році аналіз сперми Чикатила. Судмедекспертиня С. В. Гуртова, яка проводила аналіз, згодом зізналася, що дійсно припустилася помилки під час аналізу, і додала, що, на її думку, якщо проти підозрюваного є вагомі докази, але група крові не співпадає, варто перевірити і його сперму.
Ісса Костоєв прямо говорить про те, що «при аналізі було допущено неточність».

### «Організований» або «дезорганізований» серійний вбивця
Відома класифікація, розроблена спеціальними агентами ФБР Робертом Гейзелвудом і Джоном Дугласом (стаття «The Lust Murderer», 1980), поділяє всіх серійних вбивць за методом вбивств на два типи: організовані несоціальні й дезорганізовані асоціальні.
Організовані вбивці характеризуються здатністю контролювати свої бажання, у них є чіткий план спостереження і зваблення жертви. Якщо план дає збій, то вбивця здатний відкласти його реалізацію. Відповідно, інтелект організованого вбивці нормальний або навіть вище середнього, часто вони мають вищу освіту.
На противагу організованим серійним вбивцям, дезорганізовані не здатні контролювати свої емоції та здійснюють вбивства в нападі люті (у стані афекту), часто вони вбивають у буквальному сенсі «першу-ліпшу» людину. Їхній інтелект зазвичай знижений, аж до розумової відсталості, або ж у них є психічне захворювання. На відміну від організованих убивць, вони соціально дезадаптовані (не мають роботи, сім'ї, живуть самі, не доглядають за собою і своїм житлом), тобто не носять «маску нормальності». Чикатило здійснював свої вбивства в стані афекту, але свідомо, планомірно готував умови для їхнього вчинення (міг настільки приспати пильність своїх жертв, що деякі проходили з ним у лісі до п'яти кілометрів). Якщо жертва відмовлялася піти з ним, то він ніколи не тиснув на неї, боячись залучити свідків, а відразу відправлявся на пошуки нової.
Російський підручник криміналістичної психології Образцова і Богомолової однозначно відносить Чикатила до «дезорганізованого асоціального типу». Однак Чикатило не є чистим його представником. Наприклад, згідно з критеріями Гейзелвуда та Дугласа, дезорганізований вбивця зазвичай живе поруч з місцями вбивств — Чикатило ж здійснював свої вбивства по всій Ростовської області і по всьому Радянському Союзу. З іншого боку, організований вбивця намагається не залишати на місці злочину доказів, намагається позбутися трупа — Чикатило ж залишав «хаотичну картину злочину», з безліччю доказів, і не намагався приховати тіло.

## Перелік жертв
Слідство пред'явило Чикатилу обвинувачення у здійсненні 53 вбивств. Однак його винність в одному з них Ростовський обласний суд визнав недоведеною, а ще 9 вбивств були виключені з вироку Верховним Судом РФ, так що в результаті доведеною є його винність у 43 вбивствах. Нижче наведено початковий перелік жертв відповідно до обвинувачувального заключення.
| Номер | Прізвище та ім'я                 | Стать | Дата народження   | Дата і місце вбивства                                       | Вік   | Інформація |
| ----- | -------------------------------- | ----- | ----------------- | ----------------------------------------------------------- | ----- | --- |
| 1     | Олена Закотнова                  | Ж     | 13 листопада 1969 | 22 грудня 1978, Шахти                                       | 9     | Тіло знайдено 24 грудня 1978 року в річці Грушівка. За вбивство Олени Закотнової 5 липня 1983 року було розстріляно 29-річного Олександра Кравченка, якого згодом було визнано не винним у скоєнні цього злочину. Епізод виключено з вироку Верховним Судом РФ через недоведеність. |
| 2     | Лариса Ткаченко                  | Ж     | 28 червня 1964    | 3 вересня 1981, Ростов-на-Дону                              | 17    | Тіло знайдено 4 вересня 1981 року в лісосмузі на лівому березі Дону. За однією з версій, Ткаченко була повією і зазвичай зустрічалася з солдатами (за іншою версією — вона була студенткою, яка приїхала на польові роботи до місцевого радгоспу), а Чикатило познайомився з нею на автобусній зупинці після Ростовської публічної бібліотеки. Завівши її до лісосмуги, він спробував зайнятися з нею сексом, але йому не вдалося збудитися. Коли Ткаченко почала висміювати його, він наніс їй декілька ударів ножем і задушив руками. Забив рот землею і відкусив сосок. Епізод виключено з вироку Верховним Судом РФ через недоведеність.                                                                                               |
| 3     | Любов Бірюк                      | Ж     | 20 квітня 1969    | 12 червня 1982, Донський                                    | 13    | Тіло знайдено 27 червня 1982 року в лісосмузі вздовж автотраси Новочеркаськ — Багаєвська, неподалік селища Донський. Чикатило завдав їй 22 колото-різаних рани ножем в очі, шию, груди і руки. |
| 4     | Любов Волобуєва                  | Ж     | 25 червня 1968    | 25 липня 1982, Краснодар                                    | 14    | Дівчинка з Новокузнецька, чекала пересадки на інший літак. Тіло з 7 ножевими пораненнями було знайдено 7 серпня 1982 року неподалік аеропорту Краснодара, в 150 метрах від майстерень. |
| 5     | Олег Пожидаєв                    | Ч     | 19 травня 1973    | 13 серпня 1982, Енем, Адигейська АО                         | 9     | Чикатило завів хлопчика на узлісся поблизу селища Енем. Тіло так і не знайшли. Чикатило відрізав у нього геніталії і відніс з собою. Епізод виключено з вироку Верховним Судом РФ через недоведеність. |
| 6     | Ольга Куприна                    | Ж     | 10 квітня 1966    | 16 серпня 1982, Козацькі Лагері                             | 16    | Після сварки з батьками пішла з дому і не повернулася. Тіло з безліччю колото-різаних ран (смерть наступила через тяжкі ушкодження сосудів шиї, серця і легень) було виявлено 27 жовтня 1982 року в лісосмузі поблизу селища Козацькі Лагері. |
| 7     | Ірина Карабельникова             | Ж     | 8 листопада 1963  | 8 вересня 1982, Шахти                                       | 19    | Пішла з дому після сварки з батьками і не повернулася. Тіло знайдено 20 вересня 1982 року в лісосмузі на 1131 кілометрі залізничного перегону Горна — Шахтна лінія Москва — Ростов-на-Дону поруч зі станцією Шахтна. |
| 8     | Сергій Кузьмін                   | Ч     | 21 жовтня 1966    | 15 вересня 1982, Шахти                                      | 15    | Утік з інтернату через знущання над ним старшокласниками і не повернувся. Тіло знайдено 12 січня 1983 року в лісосмузі між залізничною платформою Кірпічні і станцією Шахтна. |
| 9     | Ольга Стальмачьонок              | Ж     | 1 травня 1972     | 11 грудня 1982, Новошахтинськ                               | 10    | Пішла на заняття в музичну школу і не повернулася додому. Тіло було знайдено 14 квітня 1983 року під стовпом високовольтної лінії на полі радгоспу № 6 поблизу Новошахтинська. Чикатило вирізав у неї серце і забрав з собою. Епізод виключено з вироку Верховним Судом РФ через недоведеність. |
| 10    | Лора (Лаура) Саркисян            | Ж     | —                 | Після 18 червня 1983, Ростов-на-Дону                        | 15    | Страждала на недоумство. Утікла з дому. Згідно з книгою Кривича і Ольгина, тіло було виявлено поблизу 1131 кілометру перегону Горна — Шахтна; водночас у вироку суду було відмічено, що труп Саркисян знайдено не було, а Чикатило в ході слідства не зміг показати місце вбивства. Ростовський обласний суд вказав у вироку, що не сумнівається у вбивстві Чикатилом дівчини-вірменки у 1983 року, однак вважає не доведеним, що це була саме Саркисян, тож виключив її вбивство з вироку. Згодом все це формулювання було виключено з вироку Верховним Судом РФ. |
| 11    | Ірина Дуненкова                  | Ж     | 13 травня 1970    | Липень 1983, Ростов-на-Дону                                 | 13    | Була молодшою сестрою коханки Чикатила. За однією з версій, страждала на олігофренію, за іншою — на синдром Дауна. Тіло знайдено 8 серпня 1983 року в парку Авіаторів. |
| 12    | Людмила Куцюба                   | Ж     | 29 червня 1959    | Липень 1983, Шахти                                          | 24    | Була інвалідкою з дитинства, матір'ю двох дітей, волоцюгою. Тіло знайдено 12 березня 1984 року в лісосмузі між Кірпічним і станцією Шахтна. |
| 13    | Ігор Гудков                      | Ч     | 26 грудня 1975    | 9 серпня 1983, Ростов-на-Дону                               | 7     | Наймолодша жертва Чикатила. Тіло знайдено 28 серпня 1983 року в парку Авіаторів. |
| 14    | Валентина Чучулина               | Ж     | 29 січня 1961     | Після 19 вересня 1983, Шахти                                | 22    | Тіло знайдено 27 листопада 1983 року. |
| 15    | Невідома жінка                   | Ж     | —                 | Вересень 1983, Новошахтинськ                                | 18—25 | Тіло знайдено 28 жовтня 1983 року в лісосмузі на околиці Новошахтинска. |
| 16    | Віра Шевкун                      | Ж     | 23 вересня 1964   | 27 жовтня 1983, Шахти                                       | 19    | Тіло знайдено 30 жовтня 1983 року в лісосмузі поблизу бавовнопаперового комбінату біля міста Шахти. Чикатило ампутував в жертви груди. |
| 17    | Сергій Марков                    | Ч     | 3 квітня 1969     | 27 грудня 1983, Персіановський                              | 14    | Тіло знайдено 1 січня 1984 року в районі залізничної станції Персианівка лінії Москва — Ростов-на-Дону. Маніяк завдав жертві 70 ударів ножем і ампутував геніталії. В анусі хлопця було виявлено сперму 4-ї групи. |
| 18    | Наталія Шалопиніна               | Ж     | 16 травня 1966    | 9 січня 1984, Ростов-на-Дону                                | 17    | Подруга однієї з попередніх жертв — Ольги Куприної. Тіло знайдено 10 січня 1984 року в парку Авіаторів. Чикатило завдав їй 28 ножових ран. Епізод виключено з вироку Верховним Судом РФ через недоведеність. |
| 19    | Марта Рябенко                    | Ж     | 18 березня 1939   | 21 лютого 1984, Ростов-на-Дону                              | 44    | Найстарша жертва. Була волоцюгою і алкоголічкою. Тіло знайдено 22 лютого 1984 року в парку Авіаторів. Чикатило відрізав їй соски і вирізав матку. |
| 20    | Дмитро Пташников                 | Ч     | 19 вересня 1973   | 24 березня 1984, Новошахтинськ                              | 10    | Тіло знайдено 27 березня 1984 року. Чикатило відкусив у нього язик і пеніс. Біля тіла міліція вперше виявила доказ — відбиток взуття вбивці. |
| 21    | Тетяна Петросян                  | Ж     | 25 липня 1954     | 25 травня 1984, Шахти                                       | 29    | Була коханкою (за іншими даними, просто співробітницею) Чикатила. Тіло знайдено 27 липня 1984 року. Була вбита разом зі своєю донькою Світланою. |
| 22    | Світлана Петросян                | Ж     | 12 листопада 1973 | 25 травня 1984, Шахти                                       | 10    | Тіло було знайдено 5 липня 1984 року. Чикатило вбив її, завдавши молотком удар по голові. Була вбита разом зі своєю матір'ю Тетяною. |
| 23    | Олена Бакуліна                   | Ж     | 14 грудня 1962    | Червень 1984, Багаєвський район                             | 21    | Тіло було знайдено 27 серпня 1984 року. |
| 24    | Дмитро Іларіонов                 | Ч     | 21 березня 1971   | 10 липня 1984, Ростов-на-Дону                               | 13    | Тіло було знайдено 12 серпня 1984 року. |
| 25    | Анна Лемешева                    | Ж     | 9 вересня 1964    | 19 липня 1984, Шахти                                        | 19    | Заманив дівчину в лісосмугу під приводом купання. Тіло було знайдено 25 липня 1984 року. Виявлено безліч ножових поранень, завданих в обидва ока і в лівий висок, а також не менше десяти в ліве бедро, область молочних залоз і лобка. Тіло було порізано, відрізані соски, порізані статеві органи, вирізана матка. |
| 26    | Світлана (Сарміте) Цана          | Ж     | 3 травня 1964     | Липень 1984, Ростов-на-Дону                                 | 20    | Тіло було знайдено 9 вересня 1984 року в парку Авіаторів. Епізод виключено з вироку Верховним Судом РФ через недоведеність. |
| 27    | Наталія Голосовська              | Ж     | 3 березня 1968    | 2 серпня 1984, Ростов-на-Дону                               | 16    | Тіло зі слідами ножових поранень було виявлено 3 серпня 1984 року в парку Авіаторів неподалік дитячого садку «Лісна казка». |
| 28    | Людмила Алексеєва                | Ж     | 7 квітня 1967     | 7 серпня 1984, Ростов-на-Дону                               | 17    | Тіло знайдено 10 серпня 1984 року. Чикатило кухонним ножем з темною пластмасовою ручкою завдав жертві 39 колото і колото-різаних ран, відрізав їй нижню губу і вставив їй в рот, порізав груди і вирізав низ живота. |
| 29    | Невідома жінка                   | Ж     | —                 | Між 8 і 11 серпня 1984, Ташкентська область, УзРСР          | 20—25 | Тіло так і не було упізнано. Дата виявлення невідома. На момент вбивства жінка знаходилася в нетверезому стані. |
| 30    | Акмараль Сейдалієва (Сайдалієва) | Ж     | 19 травня 1974    | 13 серпня 1984, Ташкентська область, УзССР                  | 10    | Убита в кукурудзяному полі кухонним ножем і каменями. Дата виявлення тіла невідома. |
| 31    | Олександр Чепель                 | Ч     | 12 лютого 1973    | 28 серпня 1984, Ростов-на-Дону                              | 11    | Тіло було знайдено 2 вересня 1984 року в лісосмузі на лівому березі Дона. Чикатило познайомився з ним біля кінотеатру «Буревєстник» на Ворошиловському проспекті і заманив його в ліс обіцянками «показати відеофільм». Убив його, розрізавши живіт. Знаряддям вбивства став той самий ніж, яким була вбита Людмила Алексеєва. |
| 32    | Ірина Лучинська                  | Ж     | 28 лютого 1960    | 6 вересня 1984, Ростов-на-Дону                              | 24    | Тіло було знайдено 7 вересня 1984 року в парку Авіаторів. Знаряддям для вбивства став той самий ніж, яким були вбиті Людмила Алексеєва і Олександр Чепель. |
| 33    | Наталія Похлистова               | Ж     | 23 лютого 1967    | 31 липня 1985, Домодідовський район, Московська область     | 18    | Тіло було знайдено 3 серпня 1985 року в лісі неподалік аеропорту «Домодєдово». Чикатило завдав жертві 38 ножових ран. |
| 34    | Ірина (Інеса) Гуляєва            | Ж     | 16 березня 1967   | 28 серпня 1985, Шахти                                       | 18    | Волоцюга і алкоголічка з села Отрадне, напередодні вбивства була випущена з соціального притулку. Тіло було знайдено 28 серпня 1985 року в лісосмузі біля міста Шахти. Маніяк заманив жертву в ліс за шахтинським автовокзалом, пообіцявши надати місце для ночівлі. Під її нігтями були знайдені червона і сині нитки, між пальцями — сіде волосся. На тілі було знайдено піт, який мав 4-ту групу, в той час як у Гуляєвої кров була 1-ї групи. У шлунку була виявлена неперетравлена їжа, що може свідчити про те, що вбивця заманив її в лісосмугу, запропонувавши їжу. |
| 35    | Олег Макаренков                  | Ч     | 19 травня 1974    | 16 травня 1987, Ревда,Свердловська область                  | 13    | Макаренков вчився в школі для розумово відсталих дітей і страждав на «олігофренію в ступені легкої дебільності безглуздого генезису». Тіло було знайдено тільки у 1991 році, після арешту Чикатила. Маніяк заманив хлопчика, запропонувавши поїхати на дачу, і жорстко вбив а заміському лісі поблизу залізничної станції Баранівка, неподалік залізної дороги, а його порваний одяг розкидав дорогою. |
| 36    | Іван Біловецький                 | Ч     | 10 січня 1975     | 29 липня 1987, Запоріжжя, УРСР                              | 12    | Тіло було знайдено 31 липня 1987 року. Чикатило провів з хлопчиком виховну бесіду щодо шкоди паління, а коли той пішов через лісопосадку додому, Чикатило накинувся на нього і задушив, набивши рот землею. Епізод виключено з вироку Верховним Судом РФ через недоведеність. |
| 37    | Юрій Терешонок                   | Ч     | 18 червня 1971    | 15 вересня 1987, Всеволожський район, Ленінградська область | 16    | Залишки було знайдено на початку 1991 року біля річки Грузинка. З 7 по 27 вересня 1987 року Чикатило перебував у відрядженні в Ленінграді (нині Санкт-Петербург). З учнем ПТУ Юрієм Терешонком він познайомився в буфеті Фінляндського вокзалу і запропонував поїхати до себе на дачу в Лемболово. Звісно, ніякої дачі в Чикатила там не було, а Лемболово він назвав, тому що цей населений пункт був першим на табло електричок, що відправляються. Прибувши туди разом з Терешонком, Чикатило відійшов з ним вглиб лісу на 200 метрів, потім зіштовхнув його зі стежки, декілька разів вдарив, повалив на землю, зв'язав йому руки шпагатом і почав бути ножем. Тіло засипав землею.                                                    |
| 38    | Невідома жінка                   | Ж     | —                 | Квітень 1988, Красний Сулин                                 | 22—30 | Тіло було знайдено 8 квітня 1988 року на пустирі біля міста Красний Сулин. |
| 39    | Олексій Воронько                 | Ч     | 14 березня 1979   | 14 травня 1988, Іловайськ, Донецька область, УРСР           | 9     | Пішов у гості до бабусі і не повернувся додому. Тіло знайдено 17 травня 1988 року в лісосмузі поблизу Іловайська. Чикатило відрізав у нього геніталії і розрізав живіт. Однокласник Воронько розповів міліції, що бачив хлопчика з високим чоловіком середніх років з вусами, золотими зубами і спортивною сумкою. Епізод виключено з вироку Верховним Судом РФ через недоведеність. |
| 40    | Євгеній Муратов                  | Ч     | 11 листопада 1972 | 14 липня 1988, Красносулинський район                       | 15    | Муратов їхав в Новочеркаськ вступати в технікум. Тіло було знайдено 11 квітня 1989 року в лісосмузі поблизу залізничної платформи Лісхоз (1115 км) перегону Сулин — Лісостеп лінії Москва — Ростов-на-Дону. Чикатило зв'язав Муратова шпагатом і розрізав живіт. Крім того, Чикатило «відкрив йому рот і відрізав кінчик язика, який проковтнув». |
| 41    | Тетяна Рижова                    | Ж     | 26 лютого 1973    | 8 березня 1989, Шахти                                       | 16    | Тіло було знайдено 9 березня 1989 року в каналізаційному люці. Чикатило привів її в квартиру свої доньки (вона була пустою після розлучення доньки з чоловіком). Там він напоїв Рижову спиртом, вбив і розчленував, відрізав ноги і голову звичайним кухонним ножем. Залишки завернув в спортивний костюм Рижової і газети. На санах перевіз залишки на пустир і там скинув в каналізацію. За однією з версій, сани позичив у сусіда, за іншою — забрав на вулиці у літньої жінки. Коли вбивця перевозив сани через залізничні колії, йому запропонував допомогу невідомий чоловік. Спочатку Чикатило злякався і розгубився, але все ж таки погодився, і чоловік допоміг йому перевезти через рейки сани, навантажені людськими залишками. |
| 42    | Олександр Д'яконов               | Ч     | 10 травня 1981    | 11 травня 1989, Ростов-на-Дону                              | 8     | Пішов на прогулянку і не повернувся додому. Тіло було знайдено 14 липня 1989 року. Маніяк зізнався, що «завдав велику кількість ударів перочинним ножем» і вирізав статеві органи, які завернув в шапочку і закопав. |
| 43    | Олексій Моісеєв                  | Ч     | 13 жовтня 1978    | 20 червня 1989, Кольчугіно, Владимирська область            | 10    | Тіло було знайдено 6 вересня 1989 року. |
| 44    | Олена Варга                      | Ж     | 25 жовтня 1970    | 19 серпня 1989, Родіоново-Несвітайський район               | 18    | Студентка з Угорщини, мала маленьку дворічну дитину. Тіло було знайдено 1 вересня 1989 року в лісосмузі неподалік хутору Краснознаменка. Чикатило познайомився з нею на автобусній зупинці і запропонував донести її сумки до дому. Завівши її в лісосмугу під приводом «короткого шляху», він вбив її, відрізав груди, вирізав матку, зрізав м'які тканини з обличчя, завернув все це в уривки її одягу і пішов з усім цим на День народження свого батька. |
| 45    | Олексій Хоботов                  | Ч     | 1 травня 1979     | 28 серпня 1989, Шахти                                       | 10    | Тіло було знайдено 12 грудня 1990 року на цвинтарі. Чикатило поховав його в могилі, яку власноруч вирив для себе на міському цвинтарі Шахт у 1987 році (за його словами, він замислювався про самогубство). Це був перший труп, який Чикатило показав слідству. Матір жертви, Лідія Миколаївна Хоботова, майже рік ходила ростовськими станціями і електричками, показуючи всім фотографію Олексія в надії, що його хто-небудь бачив. Одного разу в електичці вона показала фотографію самому Чикатилу. На слідстві вона впізнала його за характерним жестом, яким він поправляв свої окуляри. |
| 46    | Андрій Кравченко                 | Ч     | 27 квітня 1978    | 14 січня 1990, Шахти                                        | 11    | Тіло було знайдено 19 лютого 1990 року. Убивця декілька разів вдарив Кравченка ножем і відчув оргазм. Епізод виключено з вироку Верховним Судом РФ через недоведеність. |
| 47    | Ярослав Макаров                  | Ч     | 14 квітня 1979    | 7 березня 1990, Ростов-на-Дону                              | 10    | Тіло було знайдено 8 березня 1990 року в ботанічному саду РДУ. Чикатило зґвалтував жертву, завдяки ножу відрізав кінчик язика. Уже мертвому розрізав живіт, завдавши безліч ударів в одне й те саме місце. |
| 48    | Любов Зуєва                      | Ж     | 30 серпня 1958    | 4 квітня 1990, Красносулинський район                       | 31    | Зуєва була психічно неповноцінна. Тіло було знайдено 24 серпня 1990 року в лісосмузі поблизу залізничної платформи Лісхоз. За словами Чикатила, він «зробив з нею те ж саме, що і з іншими жінками: став різати, кусати, начебто, розрізав живіт, відрізав матку». |
| 49    | Віктор Петров                    | Ч     | 25 лютого 1977    | 28 липня 1990, Ростов-на-Дону                               | 13    | Тіло було знайдено наприкінці липня 1990 року в ботанічному саду РДУ. Петров був на ростовському вокзалі з матір'ю, відійшов з Чикатилом попити води і не повернувся. |
| 50    | Іван Фомін                       | Ч     | 20 травня 1979    | 14 серпня 1990, Новочеркаськ                                | 11    | Тіло було знайдено 17 серпня 1990 року на території міського пляжу «Аксакай». Чикатило підчатував хлопчика біля комишів, куди той пішов переодягатися, і зарізав його складним ножем. Загалом він завдав своїй жертві 42 ножові рани і кастрував, коли той ще був живим. У руці Фоміна знайшли жмут сідого волосся. Сам Чикатило сказав слідчим: «Я вважаю, що сперма на тріко Фоміна належить мені. Після вбивства я витирав свої статевий член одягом хлопчика». |
| 51    | Вадим Громов                     | Ч     | 22 липня 1974     | 16 жовтня 1990, Красносулинський район                      | 16    | Громов страждав на розумову відсталість. Тіло було знайдено 30 жовтня 1990 року в лісосмузі поблизу перегону Сулин — Лісостеп. Чикатило завдав йому удар по голові і 27 ран перочинним ножем, відкусив кінчик язика і проковтнув. |
| 52    | Віктор Тищенко                   | Ч     | 15 квітня 1974    | 30 жовтня 1990, Шахти                                       | 16    | Тіло було знайдено 3 листопада 1990 року в лісосмузі на 1128-му кілометрі залізничного перегону Горна — Шахтна, між платформами Сади (нині Атюхта) і Кірпічний (1129 км). Борячись за життя, хлопець прокусив маніяку середній палець правої руки і вдарив по нозі, після чого той потім кульгав, а палець виявився зламаним. |
| 53    | Світлана Коростик                | Ж     | 6 серпня 1968     | 6 листопада 1990, Красносулинський район                    | 22    | Остання жертва Чикатила. Займалася проституцією. Тіло було знайдено 13 листопада 1990 року в лісосмузі між залізнодоріжною платформою Лісхоз (1115 км) і селищем Донлесхоз. Чикатило відкусив у неї кінчик язика і соски, а потім проковтнув. Зарізав жертву складним ножем з рожевою пластмасовою фігурною ручкою, який раніше використовував для вбивства Вадима Громова, Віктора Тищенка і Івана Фоміна. |

## Родина
У січні 1991 року, за рекомендацією слідчого всі члени родини Чикатило звернулися до Новочеркаського РАЦСу, де змінили прізвище Чикатило на дошлюбне прізвище матері, продали квартиру в Новочеркаську і переїхали до Харкова.
- Дружина — Фаїна (Євдокія) Семенівна Одначева (Чикатило) (1939—2005) працювала завідувачкою дитячого садку. У 1989 році, задля отримання квартири, фіктивно розлучилися з чоловіком[13]. Після того, як оточуючі дізналися про її чоловіка, їй довелося звільнитися з дитячого садку. Згодом працювала реалізатором на ринку[103].
- Шурин — Йосип, рідний брат дружини, працював шахтером, але після арешту Чикатила його було звільнено[104].
- Племінниця — Марина Одначева. За словами Марини, Чикатило неодноразово намагався схилити її до сексуального зв'язку[13].
- Донька — Людмила Одначева (нар. 1965), вперше вийшла заміж у 1990 році; у другому шлюбі народила доньку[103].
- Син — Юрій Мирошниченко (нар. 1969, до 21 року носив прізвище Чикатило, згодом носив прізвище Одначев) воював в Афганістані і Кандагарі, зазнав поранення. З жовтня 1989 року працював в ВОХР на заводі в Новочеркаську. Влітку 1990 року взяв участь у пограбуванні човників на 10 тисяч доларів, за що його було засуджено до двох років умовно[103]. У 1996 році повернувся в Ростовську область, де займався рекетом, погрожуючи своїм жертвам прізвищем свого батька, за що його було засуджено до двох років колонії[105]. У 1998 році, через чотири місяці після звільнення за рецидив злочину (пограбування знайомої —сервіз вартістю 850 рублів, магнітола вартістю 500 рублів і килим; крадіжка пляшки горілки, пляшки вина і цигарок загальною сумою 112 рублів), його було засуджено до шести років колонії суворого режиму[106]. Після звільнення жив з матір'ю на околиці Харкова. У квітні 2009 року його було заарештовано за замах на вбивство[107]. Загалом відсидів близько 12 років. Не вірить, що у батька було 53 жертви; вважає, що на нього повісили нерозкриті вбивства. Двічі був одружений, від першого шлюбу є син[108].

## У масовій культурі

### Фільми і серіали
- 1993 — «Мій дивний світ або Чикатило на фоні…». Фільм містить унікальні документальні кадри, такі як: засідання суду по справі Чикатила, винесення смертельного вироку, останнє інтерв'ю Чикатила з камери смертників та ін.
- 1995 — «Громадянин Ікс» — американський фільм з Джеффрі ДеМанном у ролі Чикатила.
- 1997 —«Слідом за Сатаною» — документальний двосерійний фільм з циклу «Кримінальна Росія» (телекомпанія НТВ).
- 2000 — «Вишка Чикатила». У форматі міжнародного театрального проєкту в паризькому театрі-студії Рене Герра відбулася прем'єра моноспектаклю в постанові Андрія Житинкіна за п'єсою Михайла Волохова, який показали в подальшому на фестивалі авангарду в Сант-Аманд-Моронд (Франція) і Москві (Росія). Авторський фільм Михайла Волохова за його ж п'єсою «Вишка Чикатила» (2005) став участником XXVII Московського міжнародного кінофестивалю в програмі «Альтернативне російське кіно» і фестивалю «Авангардного кіно» в Ніцці (2007). У фільмі головну роль Чикатила зіграв сам Михайло Волохов. Крім того, Волохов був і оператором цього фільму.
- 2001 — «Серійні вбивці: Реальні Ганібали Лектери / Serial Killers: The Real Life Hannibal Lecters» — документальний фільм, режисер Шон Баклі.
- 2004 — «Евіленко» — кінофільм з Малкольмом Макдавеллом в ролі Чикатила (за мотивами справи Чикатила).
- 2013 — «Зупинити Чикатила» — документальний фільм на Першому каналі.
- 2015 — «Дитина 44». Автор книги Том Роб Сміт, за якою знято фільм, використовував вбивства Чикатила як основу сюжета.
- 2017 — «Консультант» — російський багатосерійний фільм на замовлення телеканалу НТВ, сценарій якого засновано на реальних подіях, розповідаючий про упіймання Чикатила. Прем'єра відбулася 3 квітня 2017 року. У головних ролях: Кирило Кяро і Максим Дрозд.
- 2017 — «ЧИСТИЛЬНИК. #3 (S02) | Район темряви». Веб-серіал.
- 2021 — «Чикатило» — серіал-біографія, в ролі Чикатила Дмитро Нагієв.

### Телепрограми
- 2005 — «Трикутник смерті» — програма з циклу «Незрозуміло, але факт» на телеканалі ТНТ.
- 2006 — «Син Чикатила» — програма з циклу «Щиросердне зізнання» на телеканалі НТВ.
- 2009 — «Гени проти нас» — науковий детектив Павла Лобкова на телеканалі НТВ.
- 2014 — «Чикатило на Майдані» — програма про сина Андрія Чикатила, Юрія, на телеканалі НТВ.
- 2015 — «Чикатило: ім'я звіра» — випуск програми «Х-версії. Гучні справи» на телеканалі ТВ3.
- 2015 — «Чикатило повертається» — випуск програми «Говоримо і показуємо» на телеканалі НТВ.

### Музика
- Гурт «Пурген» — пісня «Все люди — Чикатилы», що датується початком 1990-х років.
- Гурт «Eisregen» — пісня «Ripper von Rostow» (2004). У пісні описується вбивство Чикатилом його останньої жертви — Світлани Коростик.
- Гурт «Slayer» — пісня «Psychopathy Red», оповідає про Андрія Чикатила, і реліз всього альбому оформлено відповідно.
- Гурт «Demons of Guillotine» — пісня «Красный зверь». У пісні зачитується більша частина першого абзацу глави «Операція „Лісосмуга“».
- Гурт «Красная плесень» — пісня «Чикатило». Чикатило фігурує в ролі головного героя у вірші-інтродукції до однієї з пісень.
- Гурт «Бригадный подряд» — пісня «Рив Гош». У пісні згадується Чикатило.
- Гурт «Голос Омерики» — пісня «Чикатило-регги» розповідає про життя Чикатила.
- Гурт «Дубовая Роща» — пісня «Чикатило рок-н-рол» співається від особи Чикатила.
- Oxxxymiron — у пісні «Последний звонок» згадуються Андрій Чикатило і інший серійний вбивця — Олександр Пічушкін, відомий як «Бітцевський маніяк».
- Слава КПСС — у пісні «В замогильной стороне» згадуються Андрій Чикатило і інший серійний вбивця — Володимир Муханкін.
- Гурт «Церковь детства» — пісня «Лесополоса» співається від особи маніяка Чикатила.
- Гурт «Лунофобия» — у пісні «Холодный человеческий сыр» згадується Чикатило.
- Гурт «Church Of Misery» — у пісні «Red Ripper Blues» співається про Андрія Чикатила.
- На диску «ЗАЄЦЬ ПОП ШОУ-3» присутня пісня «Кузнечик-Чикатило» (перероблена «В траві сидів стрибунець»), музика і слова М. Зайцева. Ця пісня також присутня у збірці «The best of русский стёб».
- Гурт «Сказки» — пісня «Чикатило».
- Гурт «Arpaviejas» — пісня «CHIKATILO» в альбомі «EN SON DE PAZ — NOVEDAD!!».
- Гурт «Закрите Суспільство та його друзі» — пісня «14 лютого», в якій іронічно оспівується постать Андрія Чикатило.

### Інше
- У світі альтернативної реальності дилогії Льва Вершиніна «Сельва не любит чужих» («Сельва не любить чужих») і «Сельва не умеет ждать» («Сельва не вміє чекати») описується спецзагін «Чикатило».
- У 2011 році в Мінську пройшла виставка білоруського художника Михайла Сенькова «Как в страшной сказке» («Як у моторошній казці»), повністю присвячена Андрійові Чикатилу. Автор виступив під псевдонімом А. Р. Ч., що відповідає ініціалам маніяка[109].

### Російською
- Леонід Акубжанов. Вирок // Справа № 2-70/1992 «Лесополоса» («Лісосмуга»). — Ростов н/Д.: Ростовський обласний суд, 1992. — 252 с.
- Михайло Кривич, Ольгерт Ольгин. «Товарищ убийца. Ростовское дело: Андрей Чикатило и его жертвы» («Товариш вбивця. Ростовська справа: Андрій Чикатило і його жертви»). — М.: Текст, 1992. — 352 с.
- Людмила Винникова. «Маньяк появляется в дождь. Документальная повесть о преступнике-маньяке Чикатило» («Маніяк з'являється у дощ. Документальна повість про злочинця-маніяка Чикатила»). — М.: Аргументи і факти, 1992. — 64 с. ISBN 5-85272-003-8.
- Вадим Огурцов. «След зверя. Сексуальный маньяк — от рождения до смертельного приговора: Андрей Чикатило» («Слід звіра. Сексуальний маніяк — від народження до смертного вироку: Андрій Чикатило»). — Ростов н / Д.: Приазовський край, 1993. — 189 с. — ISBN 5-86236-026-3.
- Ісса Костоєв, Віктор Вікторов. «Россия: преступный мир» («Росія: злочинний світ»). — М.: АСТ-ЛТД, Олімп, 1998. — 528 с. — (Російська бійня). — 10 000 екз. — ISBN 5-7390-0509-4, ISBN 5-15-000042-3.
- Юрій Антонян, Андрій Ткаченко. «Сексуальные преступления. Чикатило и другие» («Сексуальні злочини. Чикатило та інші»). — М.: Амальтея, 1993. ISBN 5-7121-0201-3.
- Юрій Антонян, Василь Верещагин, С. Потапов, Борис Шостакович. «Серийные сексуальные убийства. Учебное пособие» («Серійні сексуальні вбивства. Навчальний посібник»). — М., Видавництво «Щит-М», 1997. — 202 с.
- Юрій Антонян. «Насильственная преступность в России» («Насильницька злочинність в Росії»). — М., 2001—104 с.
- Віктор Гончаров. «Дело Чикатило» («Справа Чикатила»). — М.: Сучасна література, 1995. ISBN 985-6202-72-8.
- Сергій Слєпцов-Кабаїдзе, Амурхан Яндиєв. «Охота на женщин: Сексуальные маньяки» («Полювання на жінок: Сексуальні маніяки»). — Ростов н/Д., 1994. — 71 с.
- Микола Водько. «Почему так долго искали Чикатило?» («Чому так довго шукали Чикатила?»). — М., МАУП, 1996. — 80 с. — ISBN 5-7357-0180-0.
- Ольга Богачова, Юрій Дубягін. «Школа выживания, или 56 способов защитить ребенка от преступления» («Школа виживання, або 56 способів захистити дитину від злочину»). — М.: Піхта: Фірма «Дубль-В», 1997. — 287 с.
- Михайло Кольцов. «Серийные убийства в истории советского и российского уголовного правоприменения» («Серійні вбивства в історії радянського і російського кримінального правозастосування»). — Вісник Тамбовського університету. Серія: Гуманітарні науки. — Тамбов: ТДУ ім. Г. Р. Державіна, 2013. — № 1 (117). — с. 325—330.
- Олександр Лаврин. «Знаменитые убийцы и жертвы» («Відомі вбивці і жертви»). — Эксмо: ЭНАС, 2011. — 287 с. — ISBN 978-5-699-46523-1.
- О. Ковальов. «Жорстокість при дитячому варіанті „Феномена Чикатила“». Сб.: Серійні вбивства і сексуальна агресія. Матеріали 2-ї Міжнародної наукової конференції 15-17 вересня 1998 р. — Ростов н/Д.: Фенікс, 1998. — с. 123—125.
- О. Ковальов, Олександр Бухановський, Є. Савченко. "Клініка і динаміка дитячого варіанту «„Феномена Чикатила“». Сб.: Серійні вбивства і соціальна агресія. Матеріали 2-ї Міжнародної наукової конференції 1998 р. — Ростов н/Д.: Фенікс, 1998. — с. 125—127.
- О. Ковальов, Є. Савченко. «„Феномен Чикатила“ у дітей і підлітків: прояв і лікування як форма попередження серійних злочинів». — Серійні вбивства і їхнє попередження: юридичні і психологічні аспекти. Матеріали міжнародної науково-практичної конференції. Ч.1. — Ростов н/Д., 1998. — с. 74—76.
- Олександр Бухановський. «Вирок за результатами аналізу деяких матеріалів кримінальної справи № 18/59639-85». — Ростов н/Д., 1986. — (Проспективний портрет Чикатила).
- Олександр Бухановський. «„Феномен Чикатила“: шляхи наукової і практичної взаємодії психіатрів і психологів з правоохоронними органами». — Сб.: Серійні вбивства і соціальна агресія: Матеріали 2-ї Міжнародної наукової конференції 15-17 вересня 1998 р. — Ростов н/Д.: Фенікс; 1998. — с. 12—19.
- Михайло Кривич, Ольгерт Ольгин. «Чикатило и его жертвы (сборник)» («Чикатило і його жертви (збірка)»). Серія «Кримінальна Росія». — М.: АСТ, 1996. 159 с. ISBN 5-87113-042-9.
- Михайло Кривич, Ольгерт. «Товарищ Чикатило. Послесловие Елены Топильской» («Товариш Чикатило. Післяслів'я Олени Топильської»). — СПб.: Пальміра; М.: Ріпол-класік, 2018. — 447 с. ISBN 978-5-386-12039-9.
- П'єр Лоррен. «Ростовское чудовище» («Ростовське чудовисько»). — М.: Крон-Пресс, 1998. — 118 с. — ISBN 5-232-00817-X.
- П'єр Лоррен. «Андрей Чикатило. Ростовское чудовище» («Андрій Чикатило. Ростовське чудовисько»). — М., 2021. — 383 с. ISBN 978-5-00180-191-7 : 1500 екз.
- Річард Лур'є. «Охота на дьявола» («Полювання на диявола»). — М.: Агентство «Олімп», 1996. — 269 с. — ISBN 5-7390-0343-1.
- Віктор Образцов, Сапфо Богомолова. «Криминалистическая психология» («Криміналістична психологія»). — М.: Юніті-Дана, Закон і право, 2002. — 448 с. — 20 000 екз. — ISBN 5-238-00354-4.
- Олександр Масалов. «Нелюди. Самые знаменитые маньяки» («Нелюди. Найвідоміші маніяки»). — Ростов н/Д.: Фенікс, 2007. — 256 с. — (X-файли). — 5000 екз. — ISBN 978-5-222-11044-7.
- Микола Модестов. «Серийные убийцы» («Серійні вбивці»). — М.: АСТ — Астрель. — 2003. — 288 с. —ISBN 5-17-018560-X.
- Микола Модестов. «Серийные убийцы. Маньяки и их жертвы» («Серійні вбивці. Маніяки і їхні жертви»). — М.: Центрполіграф, 1999. — 370 с. — 10 000 екз. — ISBN 5-227-00502-8.
- Микола Модестов. «Маньяки… Слепая смерть: Хроника серийных убийств» («Маніяки… Сліпа смерть: Хроніка серійних вбивств»). — М.: Надія-I, 1997. — 284 с.
- Микола Модестов. «Психология террористов и серийных убийц. Хрестоматия» («Психологія терористів і серійних вбивць. Хрестоматія»). — Мн.: Харвест, 2004. — С. 319—341. — 400 с. — 5000 екз. — ISBN 985-13-1484-6.
- Володимир Бут. «Маньяк» («Маніяк»). — М.: Новини, 1992. — 188 с.
- Ірина Горбулинська. «Особливості призначення і проведення судово-медичної експертизи речових доказів біологічного походження під час розслідування серійних вбивств». — Звістки Алтайського державного університету. — 2007. — № 2 (54). — с. 39—42.
- Микола Китаєв, В. Пархомов. «Про можливу кореляцію дій серійних вбивць за сексуальними мотивами з геофізичними факторами». — Іркутськ, 2001. — вип. 3(28). — с. 49—57.

### Англійською
- Гарольд Шехтер, Даніел Еверіт. «A to Z Encyclopedia of Serial Killers» («Енциклопедія серійних вбивць від А до Я») — М.: Крон-Прес, 1998. — 352 с. — 10 000 екз. — ISBN 5-232-00723-8.
- Пітер Конраді. «The Red Ripper: Inside the Mind of Russia's Most Brutal Serial Killer» («Червоний Різник: Всередині свідомості найжорстокішого серійного вбивці Росії»). — 1992. — 258 с. — ISBN 0-440-21603-6.
- Річард Лур'є. «Hunting the Devil. The Pursuit, Capture and Confession of the Most Savage Serial Killer in History» («Полювання на диявола. Переслідування, упіймання і визнання найжорстокішого серійного вбивці в історії»). — Grafton Books, 1993. — 280 с. — ISBN 0-06-017717-9.
- Роберт Кулен. «The Killer Department: Detective Viktor Burakov's Eight-Year Hunt for the Most Savage Serial Killer in Russian History» («Відділ вбивць: восьмирічне полювання детектива Віктора Буракова на найжорстокішого серійного вбивцю в історії Росії»). — Orion, 1993. —270 с. — ISBN 1-85797-210-4.
- Ед. Ерік Хікі. «Andrei Chikatilo: The „Russian Ripper“» («Андрій Чикатило: „Ростовський різник“»). — 2003. — 550 с.
- Роберт Калман. «Born to Kill in the USSR: True Stories of Soviet Serial Killers» («Народжені вбивати в СРСР: Справжні історії радянських серійних вбивць»). — Friesen Press, 2014. — с. 177—198. — ISBN 978-1-460-22730-5.
- Брайан Лейн, Вілфред Грег. «The Encyclopedia of Serial Killers» («Енциклопедія серійних вбивць»). — Headline Books, 1992. — с. 96–98. — ISBN 978-0-7472-3731-0.
- Том Філбін, Майкл Філбін. «Killer Book of Serial Killers: Incredible Stories, Facts, and Trivia from the World of Serial Killers» («Убивствена книга серійних вбивць: неймовірні історії, факти і дрібниці зі світу серійних вбивць»). — 2009. — 352 с.
- Кетрін Ремсленд. «The Mind of a Murderer: Privileged Access to the Demons that Drive Extreme Violence» («Свідомість вбивці: привілейований доступ до демонів, що сподукають до крайнього насилля»). — ABC-CLIO, 2011. — 217 с.
- Колін Вілсон, Деймон Вілсон. «The World's Most Evil Murderers: Real-Life Stories of Infamous Killers» («Найзлісніші вбивці у світі: історії сумнозвісних вбивць з реального життя»). — Paragon Publishing, 2006. — с. 117—134. — ISBN 978-1-405-48828-0.